# エドゥアルト・シュトイアーマン
エドゥアルト・シュトイアーマン（もしくはシュトイエルマン、Eduard Steuermann, 1892年6月18日 – 1964年11月11日）は、ユダヤ系ポーランド人のピアニスト・作曲家。後アメリカ合衆国に帰化し、エドワード（Edward）として知られるようになった。1949年に、ピアニストのクララ・シルヴァースと結婚した。

## 経歴
オーストリア＝ハンガリー帝国領ガリツィア地方のサンボル（現在のウクライナ領サンビル）に生まれ、ピアノをルヴフにてヴィレーム・クルツに、ベルリンにてフェルッチョ・ブゾーニに師事。作曲はエンゲルベルト・フンパーディンクとアーノルト・シェーンベルクに師事した。シェーンベルクの《月に憑かれたピエロ》や《ピアノ協奏曲》の初演でピアノ・パートを担当しており、またウィーン音楽院で教え、「ウィーン私的演奏協会」においてもピアニストとしてシェーンベルクとの関係を続けた。シェーンベルクの《浄夜》をピアノ三重奏用に編曲してもいる。ダルムシュタット夏季現代音楽講習会において教鞭を執り、1952年には国際現代音楽協会よりシェーンベルク・メダルを授賞された。
1938年に渡米してからは、1950年代にベートーヴェンのリサイタルで名を馳せるとともに、1952年から1964年までジュリアード音楽学校の教壇に立ち、教師としても高名であった。シュトイアーマンの著名な門弟に、ヤコブ・ギンペルやアルフレート・ブレンデル、ラッセル・シャーマンらがいる。
1964年、ニューヨークで死去。1989年にネブラスカ大学出版局から、クララ未亡人やガンサー・シュラーらの共同編集によりシュトイアーマンの著作集『The Not Quite Innocent Bystander: Writings of Edward Steuermann』が出版された。